# Rhagio mongolicus
Rhagio mongolicus är en tvåvingeart som beskrevs av Lindner 1923. Rhagio mongolicus ingår i släktet Rhagio och familjen snäppflugor. Inga underarter finns listade i Catalogue of Life.